# Thestor dicksoni
Thestor dicksoni är en fjärilsart som beskrevs av Riley 1954. Thestor dicksoni ingår i släktet Thestor och familjen juvelvingar. Inga underarter finns listade i Catalogue of Life.